# Brownlow Cecil (4e marquis d'Exeter)
Brownlow Henry George Cecil, 4e marquis d'Exeter (20 décembre 1849 - 9 avril 1898) titré « Lord Burghley » (entre 1867 et 1895), est un homme politique, militaire et pair britannique.

## Biographie
Il est le fils aîné de William Cecil (3e marquis d'Exeter), et de Georgiana Sophia, fille de Thomas Pakenham (2e comte de Longford). William Cecil (1854-1943) et John Joicey-Cecil sont ses plus jeunes frères.
Il est élu à la Chambre des communes pour Northamptonshire North en 1877, un siège qu'il occupe jusqu'en 1895,, et sert sous son parent Lord Salisbury comme Vice-chambellan de la Maison de 1891 à 1892. En 1891, il est admis au Conseil privé. Il succède à son père au marquisat en 1895 et prend son siège à la Chambre des lords.
Outre sa carrière politique, Lord Exeter est capitaine dans les Grenadier Guards et colonel dans les 3e et 4e bataillons du Northamptonshire Regiment. Il sert comme lieutenant adjoint du Lincolnshire.
Lord Exeter épouse Isabella, fille de Thomas Whichcote, 7e baronnet, en 1875. Il meurt en avril 1898, à l'âge de 48 ans seulement, et est remplacé dans ses titres par son fils et unique enfant, William Cecil (5e marquis d'Exeter). La marquise d'Exeter est décédée en juillet 1917.